# کوخا نبی
کوخا نبی (به لاتین: Koxa Nəbi) یک منطقه مسکونی در جمهوری آذربایجان است که در شهرستان تووز واقع شده است. کوخا نبی ۲۳۵ نفر جمعیت دارد.